# Bradypodion melanocephalum
Bradypodion melanocephalum är en ödleart som beskrevs av  Gray 1865. Bradypodion melanocephalum ingår i släktet Bradypodion och familjen kameleonter. Inga underarter finns listade.